# St. Galler Kantonalbank Arena
La St. Galler Kantonalbank Arena, est une patinoire de Suisse. Située sur le territoire de la commune saint-galloise de Rapperswil-Jona, c'est le domicile de l'équipe de hockey sur glace des SC Rapperswil-Jona Lakers.

## Histoire
Bâtie en 1987 sous le nom de Eishalle Lido et pouvant accueillir 6 100 personnes, l'arène a été complètement rénovée en 2005 et a changé de nom pour prendre celui de la société propriétaire des lieux, devenant la Diners Club Arena. La propriété des droits change encore de propriétaire en 2016 et passe à la Banque cantonale saint-galloise qui les acquiert jusqu'en 2020-21, avec une option pour une prolongation jusqu'en 2029.